# Joseph O. Hirschfelder
Joseph Oakland Hirschfelder (* 27. Mai 1911 in Baltimore, Maryland; † 30. März 1990 in Madison, Wisconsin) war ein US-amerikanischer theoretischer Chemiker und Physiker. Er befasste sich mit einer breiten Palette von Gebieten der physikalischen und theoretischen Chemie, wie chemischer Kinetik, Anwendungen der Quantenmechanik in der Chemie, Verbrennung, Kernwaffenexplosionen, kinetischer Gastheorie, Kräfte zwischen Molekülen, Struktur von Flüssigkeiten, Laserchemie.

## Leben
Die Familie wanderte 1843 aus Deutschland in die USA ein. Sein Vater Arthur war Mediziner an der Johns Hopkins University und später Professor für Pharmakologie an der University of Minnesota, sein Großvater der erste Professor für Medizinische Chemie an der Stanford University. Hirschfelders Vater richtete ihm schon mit fünf Jahren ein Chemielabor ein und zog ihn als Jugendlicher zur Unterstützung seiner chemischen Forschung heran.
Hirschfelder studierte ab 1927 an der University of Minnesota und ab 1929 an der Yale University Naturwissenschaften. Er fühlte mehr zur Theorie hingezogen und ging für seine Promotion an die Princeton University, wo er Schüler von Eugene Paul Wigner (mit dem er 1935 publizierte) sowie von Henry Eyring und Hugh S. Taylor (in Chemie) war.
1936 wurde er bei Eyring und Taylor promoviert und war danach ein Jahr als Post-Doktorand am Institute for Advanced Study bei John von Neumann arbeitete in dieser Zeit aber weiter mit Eyring und anderen über verschiedene Fragen der theoretischen Chemie, insbesondere der Anwendung der Quantenmechanik auf die Berechnung zum Beispiel der Energieniveaus von Molekülen und von Reaktionsraten, aber auch z. B. mit der Struktur von Flüssigkeiten, Polarisierbarkeit des Wasserstoffmoleküls. 1937 ging er an die University of Wisconsin–Madison, wo er 1940 Instructor in Physik und Chemie und 1941 Assistant Professor in der Chemie-Fakultät war. In dieser Zeit interessierte er sich für die Kräfte zwischen Molekülen in Gasen.
Ab 1942 war er in der Kriegsforschung, zunächst über innere Ballistik. 1944/45 war er Gruppenleiter im Manhattan-Projekt in Los Alamos und 1945/46 war er Leiter der Gruppe theoretische Physik an der Naval Ordinance Test Station in Inyokern in Kalifornien und war in leitender wissenschaftlicher Funktion an Atomtests auf dem Bikini-Atoll 1946 beteiligt. Er arbeitete mit Hans Bethe und John Magee über die Dynamik von Kernwaffenexplosionen (Bildung des Feuerballs, Stosswellen), Vorhersage des Fall-out und anderen mit den Tests verbundenen physikalischen Problemen.
1946 ging er wieder an die University of Wisconsin als Professor für Chemie und blieb dort bis zu seiner Emeritierung. Er gründete dort das Naval Research Laboratory der Universität, woraus 1959 das Institut für Theoretische Chemie (TCI) wurde (in einer Zeit als dessen Aktivität durch die Beteiligung am US-amerikanischen Raumfahrtprogramm stark erweitert wurde). 1959 wurde er in die American Academy of Arts and Sciences gewählt.
Er legte dabei von Anfang an viel Wert auf numerische Rechnungen und befasste sich mit Verbrennungsvorgängen und Flammen-Ausbreitung und den zu ihrer Untersuchung nötigen numerischen Verfahren (siehe auch BDF-Verfahren).
Später befasste er sich an seinem Institut mit der Erforschung der Kräften zwischen Molekülen, mit verschiedenen Problemen aus dem Raumfahrtprogramm der NASA und in den 1970er Jahren mit physikalischen und chemischen Fragen, die sich aus der Laserforschung und damit verbundener nichtlinearer Optik ergaben. Während dieser Zeit arbeitete er viel mit der University of California, Santa Barbara zusammen.
Er hatte 39 Doktoranden an der University of Wisconsin, darunter Charles Francis Curtiss und Robert Byron Bird. Seit 1953 war er mit der Mathematikprofessorin Elizabeth Stafford Sokolnikoff verheiratet.

## Ehrungen und Mitgliedschaften
Er war Mitglied der National Academy of Sciences (1953), der American Academy of Arts and Sciences (1959), der Royal Society of Chemistry (1981) und der Königlich Norwegischen Akademie der Wissenschaften (1965). Er war Ehrendoktor der Marquette University und der University of Southern California. 1976 erhielt er die National Medal of Science und 1966 den Peter Debye Award. 1966 erhielt er die Edgerton Goldmedaille des Combustion Institute.
Die University of Wisconsin stiftete 1991 den Joseph O. Hirschfelder Prize in theoretischer Chemie.

## Schriften
- mit Charles F. Curtiss, R. Byron Bird The Molecular Theory of Gases and Liquids, Wiley 1954, 2. Auflage 1964 (russische Übersetzung 1961)
- mit C. F. Curtiss: The theory of flame propagation,  J. Chem. Phys., Band 17, 1949, S. 1076–81
- mit anderen The effects of atomic weapons, Los Alamos National Laboratory 1950
- mit Curtiss Integration of stiff equations,  Proc. Nat. Acad. Sci. U.S.A., Band 38, 1952, 235–243.